# Sorsele
Sorsele ([ˈsɔ̌ʂːɛlɛ]
 ( lyssna); umesamiska: Suarssá; sydsamiska: Suarsa) är en tätort och centralort i Sorsele kommun.
Genom Sorsele flyter den ännu oreglerade Vindelälven.

## Historia
Namnet innehåller efterleden sel, 'lugnvatten'. Förleden är en försvenskning av samiskans Soursså som i sin tur kan komma från ett äldre svenskt Sörsele.En annan förklaring är att Sorsele kommer av det samiska Suörke-suulë, som betyder Grenholmen (Vindelälven grenar sig runt Sorseleholmen, där kyrkplatsen ligger).
Sorsele är kyrkby i Sorsele socken och ingick efter kommunreformen 1862 i Sorsele landskommun. I denna inrättades för orten 15 november 1935 Sorsele municipalsamhälle som upplöstes med utgången av 1955. Orten ingår sedan 1971 i Sorsele kommun som centralort.

### Befolkningsutveckling
| Befolkningsutvecklingen i Sorsele 1960–2020 | Befolkningsutvecklingen i Sorsele 1960–2020 | Befolkningsutvecklingen i Sorsele 1960–2020 | Befolkningsutvecklingen i Sorsele 1960–2020 | Befolkningsutvecklingen i Sorsele 1960–2020 |
| ------------------------------------------- | ------------------------------------------- | ------------------------------------------- | ------------------------------------------- | ------------------------------------------- |
|                                             |                                             |                                             |                                             |                                             |
| År                                          |                                             |                                             | Folkmängd                                   | Areal (ha)                                  |
| 1960                                        | 1960                                        |                                             | 1 458                                       |                                             |
| 1965                                        | 1965                                        |                                             | 1 456                                       |                                             |
| 1970                                        | 1970                                        |                                             | 1 382                                       |                                             |
| 1975                                        | 1975                                        |                                             | 1 372                                       |                                             |
| 1980                                        | 1980                                        |                                             | 1 566                                       |                                             |
| 1990                                        | 1990                                        |                                             | 1 489                                       | 180                                         |
| 1995                                        | 1995                                        |                                             | 1 392                                       | 181                                         |
| 2000                                        | 2000                                        |                                             | 1 356                                       | 183                                         |
| 2005                                        | 2005                                        |                                             | 1 288                                       | 183                                         |
| 2010                                        | 2010                                        |                                             | 1 277                                       | 182                                         |
| 2015                                        | 2015                                        |                                             | 1 175                                       | 192                                         |
| 2020                                        | 2020                                        |                                             | 1 113                                       | 194                                         |
|                                             |                                             |                                             |                                             |                                             |

## Näringsliv

### Bankväsende
Norrlandsbanken öppnade ett kontor i Sorsele år 1916. Denna bank uppgick snart i Svenska Handelsbanken. Sorsele hade även ett sparbankskontor (Länssparbanken Norrbotten) som senare uppgick i Swedbank. Swedbank lade ner kontoret Sorsele den 30 november 2018. I maj 2021 stängde även Handelsbanken, varefter orten står utan bankkontor.

## Kommunikationer
Sorsele ligger vid E45 och länsväg 363 och vid Inlandsbanan.

## Evenemang
Varje år, vanligtvis tredje helgen i juli, anordnas Holmen Gungar på näset.